# Голландська Ангола
Голландська Ангола (офіційно Лоанго-Ангола) — назва володінь Голландської Вест-Індійської компанії на території сучасних Анголи та Республіки Конго. Зокрема, цей термін може застосовуватися також щодо захопленої голландцями Португальської Анголи в період з 1641 по 1648 роки. Після захоплення Анголи португальцями в 1648 році, торговельні відносини Голландії та Португальською Анголи, незважаючи на це, не були розірвані. Починаючи з 1670 року Голландська Вест-Індійська компанія почала вивозити рабів з королівства Лоанго, цей процес продовжував здійснюватися нідерландськими контрабандистами аж до 1730 року.
У зв'язку зі значною відстанню між Ельміною і Луандою, місце розташування колоніальної особливої адміністрації Нідерландського Золотого Берега («Півдня Африки») під час окупації Анголи було перенесено до Луанди.

## Історія

### Перші спроби
Діючи за планом Groot Desseyn, Голландська Вест-Індійська компанія, заснована в 1621 році, після успішного взяття Салвадора де Баїя, столиці Бразилії, спробувала захопити Луанду. У 1624 році нідерландський флот, що знаходиться під командуванням Піта Хайна, спробувавши захопити Луанду, зазнав невдачі; декількома місяцями раніше Філіпс ван Зейлен також спробував взяти місто, але в зв'язку з тим, що португальці звели зміцнення, не зміг цього зробити.
Після здачі іспанського флоту, який йшов зі скарбами, голландському в 1628 році, Голландська Вест-Індійська компанія знову спробувала здійснити план Groot Desseyn. Маючи достатньо ресурсів, а також грошей для відшкодування майбутніх збитків, на початку 1630 року голландці швидко захопили Ресіфе та Олінду, головні області Бразилії, в яких були великі плантації цукрової тростини.

### Взяття Луанди (1641)
У 1641 році голландський флот під командуванням Корнеліса Йола захопив португальську Луанду. Захопивши місто, голландці уклали договір з королевою Ндонго Зінгою. Війська Зінги атакували португальців в Массангану. Армія Зінги поповнилася в рядах, і вона знову взяла в облогу Массангану, Сальвадор ді Са, який очолював португальські війська, розгромив голландців, Ангола перейшла в руки португальців. Війська Зінги відступили в Матамбу.
Прибережні області Анголи перебувала під управлінням голландців з 26 серпня 1641 по 21/24 серпня 1648 роки (колонією керувала в цей час Голландська Вест-Індійська компанія. Захоплення Анголи голландцями було вперше запропоновано королем Конго Педро II. Після захоплення голландським флотом адмірала Корнеліса Луанди, португальські війська відступили до річки Бенго, але пізніше нідерландці відновили союз з королем Конго, об'єднані війська підійшли до Конго і розбили португальців, які згодом відступили до Массангану. Метою голландців, на превеликий жаль для короля Конго Гарсії II і Зінги, які бажали допомогти їм вигнати португальців, не було повне завоювання Анголи. Однак, голландська влада прийшли до висновку, що їм не під силу монополізувати работоргівлю в Анголі, тільки вивозячи рабів з Луанди та інших прилеглих населених пунктів, і тим більше, що португальці відправили в Массангану підкріплення з Бразилії. У 1647 році, після розгрому військ Зінги португальцями в 1646 році, був прийнятий закон про створення армії. У битві при Комбі голландські війська, спільно діяли з Зінгою, розбили португальців і згодом взяли в облогу Амбако, Массангану і Мушиму.